# Laternaria peguensis
Laternaria peguensis är en insektsart som först beskrevs av Schmidt 1911.  Laternaria peguensis ingår i släktet Laternaria och familjen lyktstritar. Inga underarter finns listade i Catalogue of Life.